# أدولفو بوليا
أدولفو بوليا سانز (24 مارس 1933 - نوفمبر 2020)، هو لاعب كرة قدم إسباني لعب كمهاجم.

## روابط خارجية
- أدولفو بوليا على موقع قاعدة بيانات كرة القدم.إي يو (الإنجليزية)
- الإحصائيات والسيرة الذاتية في Cadistas1910 (بالإسبانية)